# شهرداری قدس
شهرداری قدس یک سازمان همگانی غیردولتی است که در سال ۱۳۶۸ تأسیس شد و مدیریت شهر قدس را بر عهده دارد.

## سازمان فرهنگی ورزشی
سازمان فرهنگی ورزشی شهرداری قدس یکی از سازمان‌های وابسته به شهرداری قدس است که مدیریت فرهنگسراها، خانه‌های فرهنگ، کتابخانه‌ها، سالن‌های ورزشی، ورزشگاه هاو دیگر مراکز فرهنگی و ورزشی وابسته به شهرداری را بر عهده دارد.

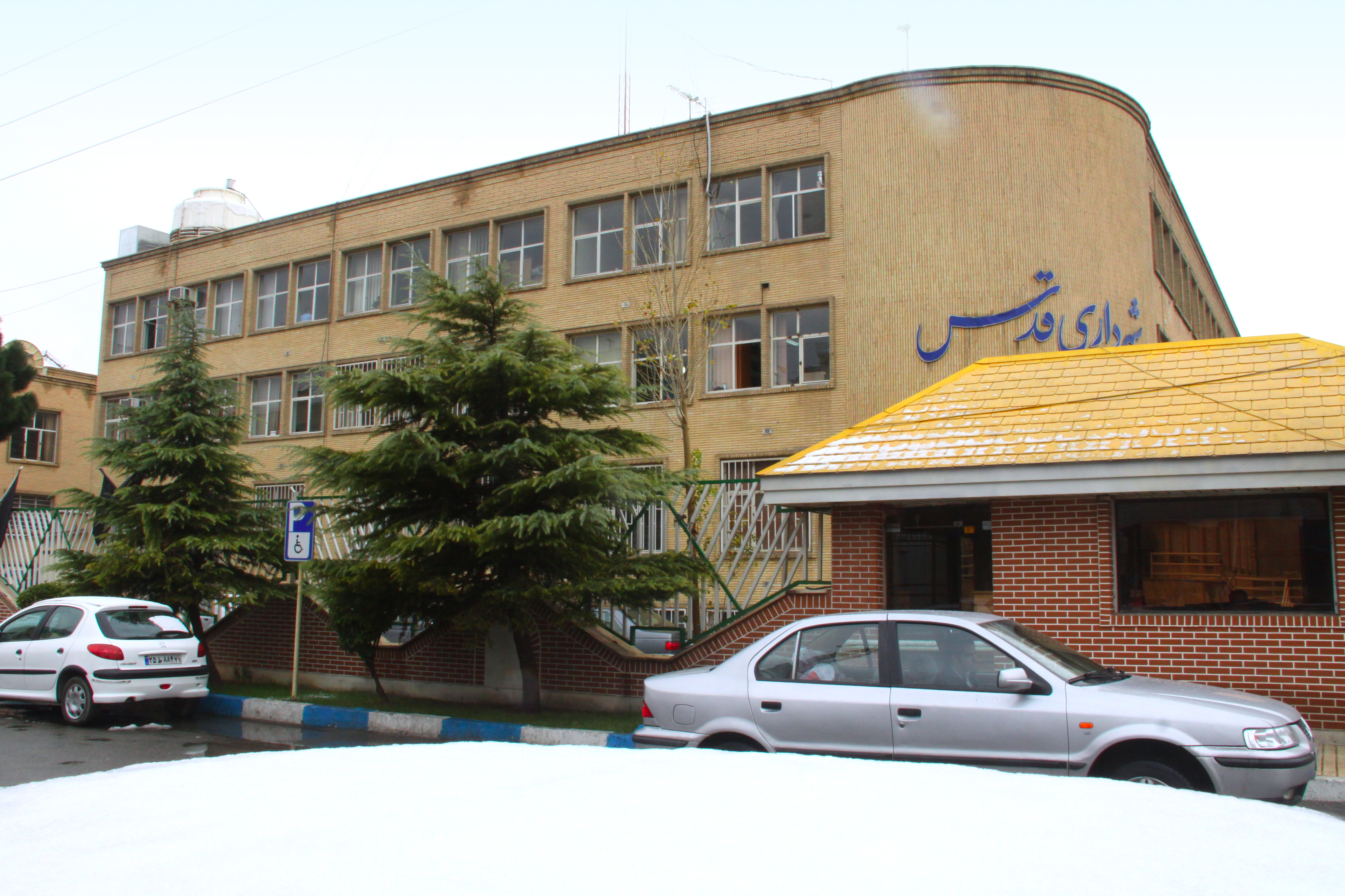
شهرداری قدس

### تاریخچه
سازمان فرهنگی ورزشی شهرداری قدس به عنوان سومین سازمان فرهنگی ورزشی کشور با اهداف ارائه خدمات فرهنگی، هنری و ورزشی در تابستان ۱۳۸۷ در شهر قدس آغاز به کار نمود.

### مدیران

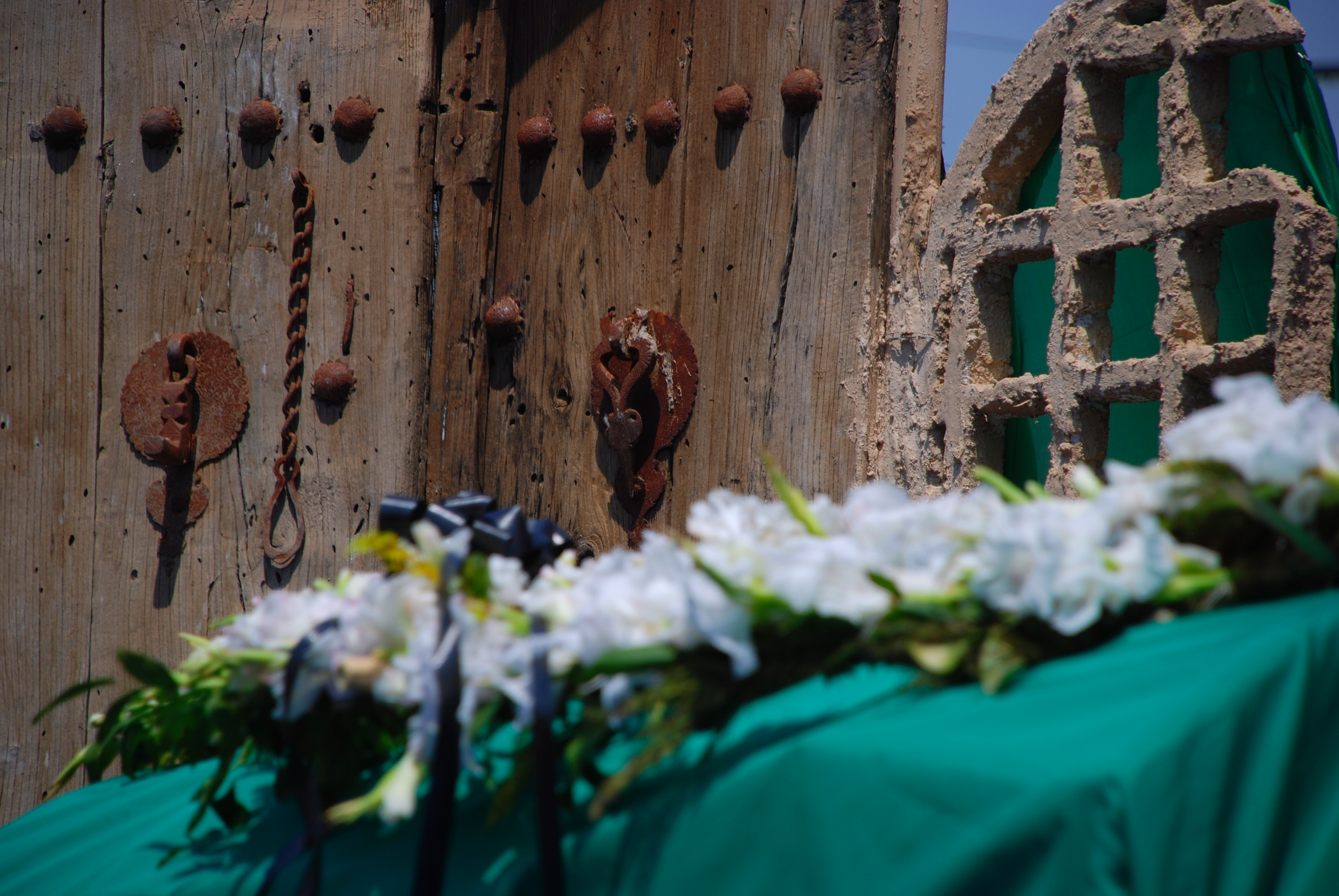
مراسم فاطمیه که توسط سازمان فرهنگی ورزشی شهرداری قدس برگزار شد

1. کامران محمد خانی (سرپرست در دوران پیدایش)
2. داود حبیبی (اولین مدیرعامل از ۱۳۸۷ تا ۱۳۹۱)
3. بهزاد لطفی (از ۱۳۹۲ تا ؟)
4. فریبرز ثقفی[۲](از ۱۴۰۱ تا اکنون)

### مراکز فرهنگی

#### فرهنگسرایقرآن و عترت
فرهنگسرای قرآن و عترت شهر قدس در سال ۱۳۷۵ به مساحت ۱۴۰۰ متر با زیر بنای ۶۰۰ متر مربع شامل سالن اجتماعات، ۵ کلاس، ۴ اتاق اداری در تابستان ۱۳۷۶ با هدف نشر و ترویج علوم و معارف دینی و سنت و سیره ائمه اطهار علیهم السلام افتتاح گردید.

#### مجتمع فرهنگی باقرالعلوم (ع)
مجتمع فرهنگی باقرالعلوم (ع) در سال ۱۳۷۲ در زمینی به مساحت ۲۸۰۰ متر مربع در سه طبقه دارای سالن سینما، کتابخانه، سالن مطالعه، کلاس آموزشی به عنوان اولین و تنها مرکز آموزشی و فرهنگی در شهر قدس افتتاح گردید.
کتابخانه حضرت باقرالعلوم (ع):کتابخانه این مرکز با بیش از ۲۱۲۵۲ جلد کتاب در عناوین علمی، هنری، آموزشی، تخصصی، داستانی، مذهبی، تاریخی، کنکوری و دانشگاهی می‌باشد و همه روزه از ساعت ۷:۳۰ الی ۲۰ حتی در ایام تعطیل به عنوان تنها کتابخانه باز آماده ارائه خدمات به شهروندان می‌باشد. این مرکز با دو سالن مطالعه مجزا مخصوص بانوان و آقایان هر کدام با ظرفیت ۱۳۰ نفر محیط مناسب و آرامی برای کنکوری‌ها می‌باشد.

#### خانه جوان
اولین قدم برای احداث این مجموعه در شهریور ۱۳۸۴ برداشته شد و در دوم شهریور ماه ۱۳۸۶ در سال اتحاد ملی و انسجام اسلامی از محل اعتبارات شهرداری قدس احداث و هم‌زمان با ایام هفته دولت افتتاح و مورد بهره‌برداری قرار گرفت. این فرهنگسرا عمدتاً به منظور غنی‌سازی اوقات فراغت کودکان و جوانان شهرستان قدس در زمینی به مساحت ۵۰۰۰ متر مربع و زیر بمای ۳۵۰ مترمربع و شامل ۶ کلاس، نمازخانه، بخش فرهنگی و آموزشی می‌باشد تأسیس شده است و محوطه شهربازی و فضای سبز ایم مرکز جهت انجام فعالیت‌های متنوعی را برای عموم، به ویژه کودکان و نوجوانان میسر نموده است.
مدیریت مرکز در سالهای ۹۲ تا ۹۳ بر عهده محمد جوزایی بوده است

#### خانه فرهنگعلامه طباطبائی
خانه فرهنگ علامه طباطبائی در اردیبهشت سال ۸۶ به همت شهرداری قدس به بهر برداری رسید این مرکز در زمینی بالغ بر ۲۲۵۴ متر مربع شامل ۴۸۷ متر مربع بنا در دوطبقه و ۱۵۰۰ متر مربع فضای سبز می‌باشد. سالن مطالعه به مساحت ۵۶ متر مربع، مخزن کتاب، سایت رایانه، واحد آموزش، کلاس آموزش و نمازخانه می‌باشد. این مرکز دارای سه واحد آموزشی با ظرفیت ۱۵ نفر در هر کلاس می‌باشد و سالن همایش خانه فرهنگ علامه طباطبائی با ظرفیت پذیرش ۲۰۰ نفر محل برگزاری کلیه مراسم از قبیل اعیاد، جشنها، نمایشگاه و همایش می‌باشد.

#### خانه فرهنگ علامه دهخدا
خانه فرهنگ در شهریور سال ۱۳۸۲ با زیربنایی به مساحت ۸۰۰ متر مربع مشتمل بر ۳ طبقه دارای سالن کتابخانه، سالن مطالعه، ۶ کلاس، بخش اداری، افتتاح و مورد بهره‌برداری قرار گرفت.
کتابخانه علامه دهخدا:کتابخانه این مرکز با بیش از ۲۰۰۰۰ عنوان کتاب تحت عناوین علمی، آموزشی، تست کنکور و کتاب‌های دانشگاهی در مقطع کاردانی، کارشناسی و کارشناسی ارشد به صورت مکانیزاسیون از ساعت ۷:۳۰ الی ۲۰ جهت ارائه کتاب فعال می‌باشد و سالن مطالعه نیز روزهای زوج از ساعت ۷:۳۰ الی ۱۸ جهت استفاده خواهران و روزهای فرد از ساعت ۷:۳۰ الی ۱۸ برای استفاده برادران باز می‌باشد.

#### خانه فرهنگ شهدای سرخ حصار
خانه فرهنگ شهدای سرخ حصار در سال ۱۳۸۲ با زیر بنای ۵۰۰ متر مربع دارای کتابخانه، سالن مطالعه، کلاسهای آموزشی، واحد آموزش و اداری مورد بهره‌برداری قرار گرفت.
کتابخانه سرخ حصار:کتابخانه این مرکز با بیش از ۱۰۰۰۰ عنوان کتاب در زمینه‌های مختلف همچون معارف، روان‌شناسی، هنری، تاریخ، جغرافیا، پزشکی، ادبیات، داستانهای کودکان و نوجوانان و متابهای تست، کنکور و درسی می‌باشد که علاقه‌مندان می‌توانند همه روزه به جزء روزهای تعطیل از ساعت ۷:۳۰ الی ۲۰ از این واحد استفاده نمایند. این مجموعه دارای یک سالن مطالعه که روزهای زوج برای خواهران و روزهای فرد برای برادران می‌باشد.

#### خانه فرهنگ شهدای کاووسیه
خانه فرهنگ شهدای کاووسیه در سال ۱۳۸۲ در زیربنایی به مساحت ۶۰۰ متر مربع دارای ۴ کلاس، افتتاح گردید

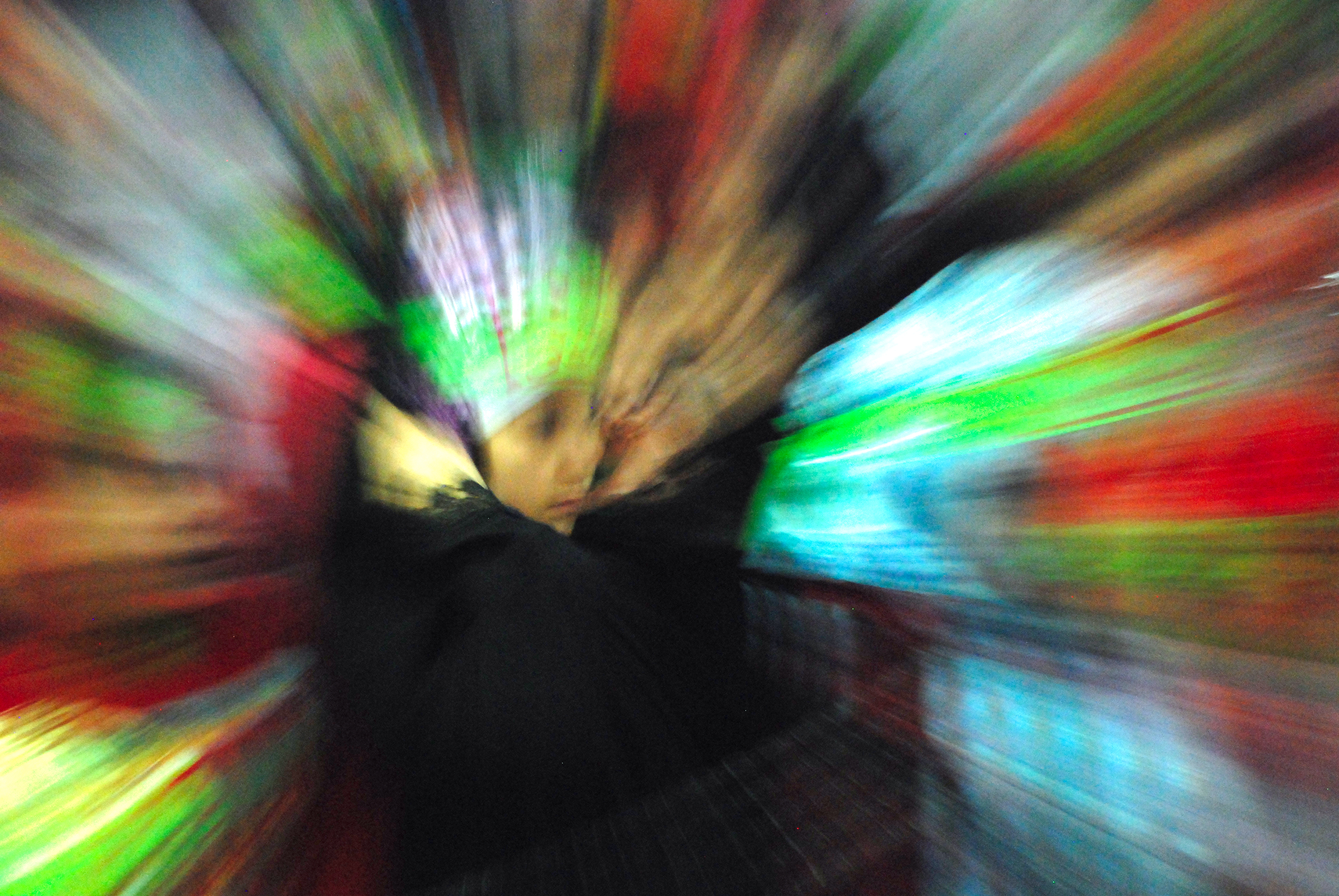
مراسم یاس سه ساله (رقیه) که توسط سازمان فرهنگی ورزشی شهرداری قدس برگزار شد

### مراکز ورزشی

#### ورزشگاه ۲۵۰۰۰نفری شهدای شهرقدس
استادیوم ۲۵ هزار نفری شهدای شهر قدس به عنوان بزرگ‌ترین، مجهزترین و بی نظیرترین مرکز فوتبال شهرستان قدس می‌باشد که خرداد ماه ۱۳۸۴ افتتاح و مورد بهره‌برداری قرار گرفت. استادیوم در زمینی به مساحت ۸ هکتار و زمین چمن ۱۲۰۰۰ متر مربع و زیر بنایی ۲۰۰۰ متر مربع در ۳ طبقه شامل (سالن همایش، رختکن، سکوی تماشاگران، قسمت اداری، سرویسها و پارکینگ) می‌باشد. این مجموعه در طول سال میزبان مسابقات متعدد استانی و کشوری می‌باشد و تیم‌های معروف در این استادیوم تمرین داشتند. در حال حاضر نیز تیم‌های مختلف در سطح شهر در این استادیوم به تمرین و مسابقه می‌پردازند

#### زمین چمن شهرداری
زمین چمن شهرداری به قلب تپنده فوتبال شهر معروف است (البته قبل زمین چمن سرخ حصار که ابتدا و اولین ورزشگاه شهر است). مساحت زمین چمن ۱۲۰۰۰ متر مربع می‌باشد که شامل (رختکن، سکوی تماشاگران، قسمت اداری، سرویسها) است و در حال حاضر این زمین مورد استفاده تیم‌های فوتبال شهر می‌باشد و مسابقات در سطح شهری، توابع، لیگ و مسابقات دو و میدانی در آنجا برگزار می‌شود.

#### سالن ورزشی حضرت ولیعصر (عج)
سالن ورزشی حضرت ولیعصر (عج) در سال ۱۳۷۴ در زمینی به مساحت ۱۵۰۰ مترمربع و سوله‌ای به مساحت ۱۲۰۰ مترمربع و سالن چند منظوره با مساحت ۵۰۰ مترمربع در دو طبقه شامل قسمت اداری، رختکن، سرویسهای بهداشتی که به عنوان بزرگ‌ترین سالن ورزشی شهر توسط مسئولین وقت افتتاح و مورد بهره‌برداری قرار گرفت.

#### سالن ورزشی بانوان
سالن ورزشی بانوان در زمینی به مساحت ۲۰۰۰ مترمربع و زیر بنای ۱۵۰۰ مترمربع در دو طبقه شامل قسمت اداری، رختکن و سرویس بهداشتی می‌باشد که در خرداد ماه ۸۶ به عنوان تنها سالن ویژه بانوان افتتاح شد و در حال حاضر به عنوان فعالترین سالن ورزشی ویژه بانوان به فعالیت‌های ورزشی می‌پردازد.

#### سالن ورزشی البرز
سالن ورزشی البرز در زمینی به مساحت ۸۰۰ مترمربع طبقه اول و ۲۴۰ مترمربع طبقه دوم می‌باشد که ساختمان اداری آن ۲۰۰ مترمربع شامل (رختکن، اداری، سرویس‌ها، آبدارخانه) می‌باشد که در سال ۱۳۸۵ مورد بهره‌برداری قرار گرفت.

#### سالن باستانی و بدنسازی حضرت ولیعصر (عج)
این زورخانه به عنوان سومین زورخانه بزرگ کشور می‌باشد در سال ۱۳۷۴ در متراژ ۶۰۰ مترمربع شامل سالن باستانی و بدنسازی حضرت ولیعصر (عج) گود زورخانه، سکوی تماشاگران، رختکن و ساختمان اداری می‌باشد که به تازگی مرمت و مورد بهره‌برداری قرار گرفته است.

#### مجتمع ورزشی تفریحی مروارید
این مجتمع ورزشی تفریحی سال ۱۳۸۶ در مساحت ۱۱۰۰۰ مترمربع افتتاح شد این مجتمع مجهز به استخر با عمق ۳۰/۲ مترمربع اتاق سونای خشک، بخار و جکوزی، قسمت رختکن، دوش، سرویس و بوفه می‌باشد.
این فضای تفریحی در سال ۱۳۸۷ افتتاح شد و با توجه به استقبال و تقاضای شهروندان تصمیم برآن است که این فضا را یه مساحت بیشتری گسترش دهند